# Шренява (Любуське воєводство)
Шренява (пол. Szreniawa) — село в Польщі, у гміні Слава Всховського повіту Любуського воєводства.
Населення — 185 осіб (2011).
У 1975-1998 роках село належало до Зеленогурського воєводства.

## Демографія
Демографічна структура станом на 31 березня 2011 року:
|          | Загалом | Допрацездатний вік | Працездатний вік | Постпрацездатний вік |
| -------- | ------- | ------------------ | ---------------- | -------------------- |
| Чоловіки | 100     | 28                 | 65               | 7                    |
| Жінки    | 85      | 17                 | 55               | 13                   |
| Разом    | 185     | 45                 | 120              | 20                   |